# Inajá (Pernambouc)
Pour les articles homonymes, voir Inajá.
Inajá est une municipalité brésilienne située dans l'État du Pernambouc.